# Cornell (Wisconsin)
Cornell ist eine Kleinstadt (mit dem Status „City“) im Chippewa County im US-amerikanischen Bundesstaat Wisconsin. Im Jahr 2010 hatte Cornell 1467 Einwohner.
Cornell ist Bestandteil der Metropolregion Eau Claire–Chippewa Falls Metropolitan Area.

## Geografie
Cornell liegt im Westen Wisconsins, beiderseits des Chippewa River. Dieser mündet 135 km südwestlich in den Mississippi, der die Grenze zu Minnesota bildet. Die geografischen Koordinaten von Cornell sind 45°10′02″ nördlicher Breite und 91°08′58″ westlicher Länge. Das Stadtgebiet erstreckt sich über eine Fläche von 11,32 km², die sich auf 9,95 km² Land- und 1,37 km² Wasserfläche verteilen. Die Stadt ist im Norden, Osten und Süden von der Town of Estella sowie im Westen von der Town of Cleveland umgeben.
Benachbarte Orte von Cornell sind Holcombe (9,5 km nordnordöstlich), Gilman (27,3 km östlich), Crescent (11,8 km südlich) und Jim Falls (20 km südwestlich).
Die nächstgelegenen größeren Städte sind Green Bay (297 km ostsüdöstlich), Wisconsins Hauptstadt Madison (328 km südsüdöstlich), La Crosse (183 km südlich), Eau Claire (59,3 südwestlich), Rochester in Minnesota (210 km in der gleichen Richtung), die Twin Cities in Minnesota (196 km westlich) und Duluth am Oberen See in Minnesota (240 km nordnordwestlich).

## Verkehr
Im Stadtgebiet von Cornell laufen die Wisconsin State Highways 27, 64 und 178 zusammen. Alle weiteren Straßen sind untergeordnete Landstraßen, teils unbefestigte Fahrwege oder innerörtliche Verbindungsstraßen.
Mit dem Cornell Municipal Airport befindet sich in einer 3,8 km östlich des Zentrums gelegenen zum Stadtgebiet gehörenden Exklave ein kleiner Flugplatz. Der nächste Verkehrsflughafen ist der Chippewa Valley Regional Airport in Eau Claire (53,7 km südwestlich).

## Bevölkerung
Nach der Volkszählung im Jahr 2010 lebten in Cornell 1467 Menschen in 607 Haushalten. Die Bevölkerungsdichte betrug 147,4 Einwohner pro Quadratkilometer. In den 607 Haushalten lebten statistisch je 2,34 Personen. 
Ethnisch betrachtet setzte sich die Bevölkerung zusammen aus 97,6 Prozent Weißen, 0,3 Prozent Afroamerikanern, 0,3 Prozent amerikanischen Ureinwohnern, 0,2 Prozent Asiaten sowie 0,1 Prozent Polynesiern; 1,5 Prozent stammten von zwei oder mehr Ethnien ab. Unabhängig von der ethnischen Zugehörigkeit waren 0,2 Prozent der Bevölkerung spanischer oder lateinamerikanischer Abstammung. 
22,4 Prozent der Bevölkerung waren unter 18 Jahre alt, 55,3 Prozent waren zwischen 18 und 64 und 22,3 Prozent waren 65 Jahre oder älter. 51,4 Prozent der Bevölkerung war weiblich.
Das mittlere jährliche Einkommen eines Haushalts lag bei 45.208 USD. Das Pro-Kopf-Einkommen betrug 22.147 USD. 9,6 Prozent der Einwohner lebten unterhalb der Armutsgrenze.